# Tant Julia och författaren
Tant Julia och författaren (sp. La tía Julia y el escribidor) är en halvbiografisk roman av den peruanske författaren Mario Vargas Llosa som publicerades första gången 1977 på spanska i  Lima. Svensk översättning av Jens Nordenhök utkom 1981.
Romanen handlar om en vuxen, Mario, som drömmer om att bli författare och arbetar vid en radiostation där han lär känna Pedro Camacho, en excentrisk textförfattare till bolivianska radiopjäser och som också spelar vad han skriver. Mario, eller Marito som han kallas i pjäsen, förälskar sig i sin (ingifta) faster Julia. Hon är skild och är 14 år äldre än han vilket gör att han konfronteras med och går emot sin egen familj för att gifta sig med henne.

## Handling
Det är nästan en självbiografisk roman, författaren skildrar en avgörande period i sitt liv. Varguitas eller Marito lever med sina morföräldrar eftersom hans föräldrar är utomlands. Han arbetar vid radion och börjar orientera sig inom litteraturen. Det är under denna period som förhållandet med Julia börjar och med vilken han till slut gifter sig trots motstånd från sin familj. Å andra sidan möter han vid radion sin första riktiga inspiration: Pedro Camacho är en boliviansk författare som skriver manus till radiopjäser och vars historier vävs samman med huvudpersonens äventyr.
Redan i titeln fångas den dubbla berättelse som är grunden för romanens handling: å ena sidan, den unge författaren Varguitas kärleksaffär med en kvinna i familjen, faster Julia, som är 14 år äldre än han och å andra sidan, den ohämmade närvaron av följetongsförfattaren Pedro Camacho på samma radiostation som där Varguitas arbetar.
Den ädla kärlekspassionen mellan faster Julia och författarlärlingen, som femtiotalets samhälle i Lima med alla medel försöker att stoppa, kombineras och kontrasteras mot fruktansvärda historier från följetongerna i etern. Kontrapunkten i en eldig passion med drag av Shakespeares och hans melodramer och det oväntade sammanflödet av vördnaden för den fina litteraturen och den gemena författaren är några nycklar till denna storslagna berättelse av Mario Vargas Llosa.
Tant Julia och författaren förenar intresset för äventyrsberättelser, där läsarens uppmärksamhet  bygger på ett lyckligt slut som ständigt skjuts upp, och de mest lustiga och bisarra tidsfördriv, utan tvivel tack vare de roande bidragen från manusförfattare Camacho, en av de stora personligheterna bland de peruanska romanförfattarna.
Romanen bygger delvis på författarens första äktenskap med Julia Urquidi. Senare skrev Urquidi  en biografi, Lo que Varguitas no dijo ("Vad lille Vargas inte berättade"), där hon gav sin egen version av deras förhållande.